# Лавровка (Могилёв-Подольский район)
Лавровка (укр. Лаврівка) — село в Могилёв-Подольском районе Винницкой области Украины. До 19 июля 2020 года входило в состав Ямпольского района.
Код КОАТУУ — 0525686604. Население по переписи 2001 года составляет 118 человек. Почтовый индекс — 24521. Телефонный код — 4344.
Занимает площадь 0,46 км².